# Zaira infuscata
Zaira infuscata là một loài ruồi trong họ Tachinidae.